# Eupleura nitida
Eupleura nitida är en snäckart som först beskrevs av William John Broderip 1833.  Eupleura nitida ingår i släktet Eupleura och familjen purpursnäckor. Inga underarter finns listade i Catalogue of Life.